# Rauk

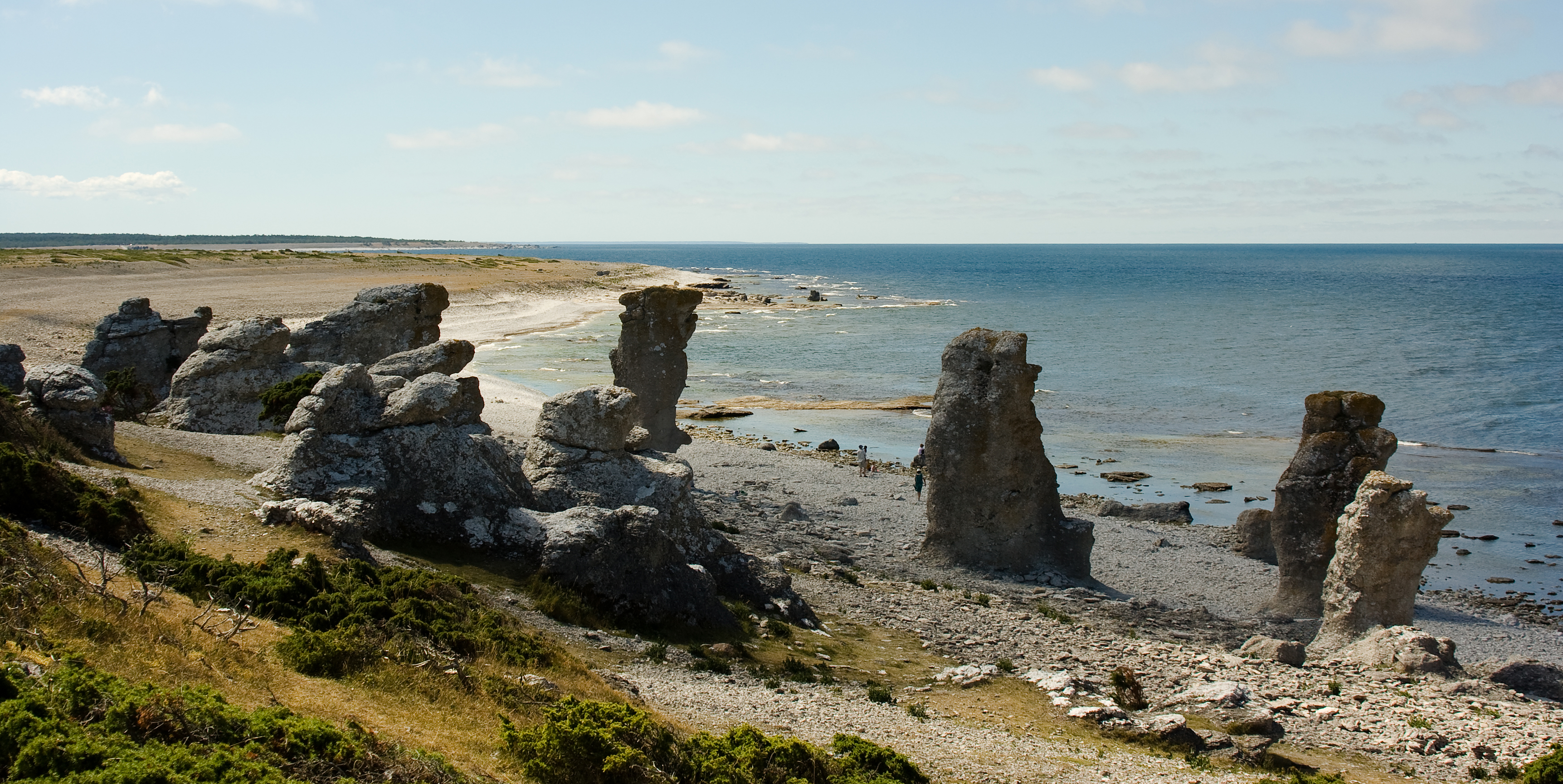
Raukgebiet Langhammars auf Fårö

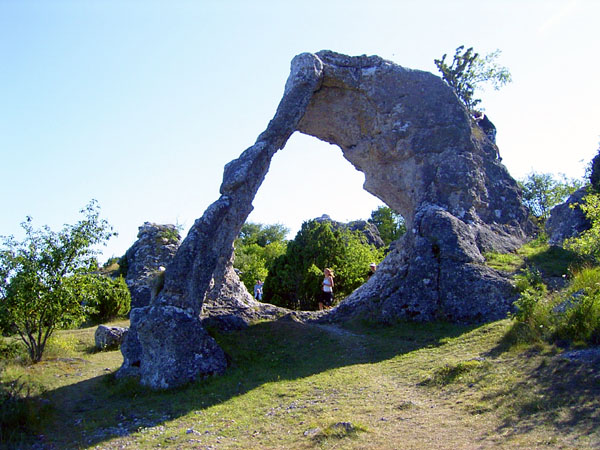
Lergravsporten

Raukar (schwedisch, Singular der Rauk, manchmal auch  die Rauke und Plural Rauken übersetzt) sind bis über 10 Meter hohe Kalksteinsäulen, die auf Gotland, aber auch auf Fårö, Lilla Karlsö und auf der benachbarten Insel Öland (Byrums raukar bei Byrum) zu finden sind.

## Entstehung
Zu Anfang des Kambriums, welches vor über 543 Millionen Jahren begann, wurden das Ostseegebiet und Südskandinavien von Süden her überschwemmt. Bis zum Ende der Silurzeit bildete sich schließlich ein Flachmeer. Damals befand sich Baltica, der Kontinent, auf dem auch Gotland lag, noch auf der Südhalbkugel und schob sich langsam nach Norden. Das wechselnde Klima der unterschiedlichen Breitengrade lässt sich noch heute in den Sedimenten nachweisen. So bildete sich vor rund 490 Millionen Jahren in dem Gebiet von Gotland und Öland, das sich inzwischen am Äquator befand, ein großes Korallenriff. In den flacheren Küstenregionen lagerte sich mit den Jahrtausenden Riffkalk ab. Dieser bildet sich vor allem aus großen Ansammlungen von Schwämmen und Korallen. Die bizarren Formen entstanden nach der letzten Eiszeit durch Erosion und Auswaschungen des unterschiedlich harten Kalk- und Mergelgesteins im Küstenbereich. Ein weiterer Faktor ist die chemische Verwitterung, die durch das natürliche Vorkommen von Kohlensäure im Regenwasser verursacht wird. Wegen der nacheiszeitlichen und bis in die Gegenwart anhaltenden Hebung der Inseln liegen einige Raukar (z. B. bei Lickershamn) heute sogar küstenfern. Außerdem findet man sowohl in den Rauken selbst als auch im Umland viele Fossilien, die noch sehr gut erhalten sind. Es sind die Überbleibsel eines einst großen tropischen Meeres.
Die zumeist sehr bizarren „Steinskulpturen“ wurden von Carl von Linné verglichen mit „Statuen, Pferden und allerlei Geistern und Teufeln“. Der bekannteste, weil auch touristisch erschlossene, Rauk ist der an der Südwestspitze der Insel Gotland in Hoburgen befindliche Hoburgsgubben („Hoburg-Greis“).

## Verbreitung
Die schönsten Exemplare findet man auf der im Norden von Gotland liegenden Insel Fårö in den Naturschutzgebieten Langhammars und Gamle Hamn. Dort steht der „Hund“, von den Schweden „Tasse“ genannt. Auf der Klippe von Lickershamn steht Gotlands höchster Rauk, die 27 Meter hohe „Jungfrun“. Auf der Zufahrt zum Strand sind einige Raukar im Wald neben der Straße zu sehen. Auf Öland in der Gegend von Byrum stehen auch etwa 120 Rauken, die allerdings nur bis zu vier Meter hoch sind.

Rauker auf Gotland und Fårö
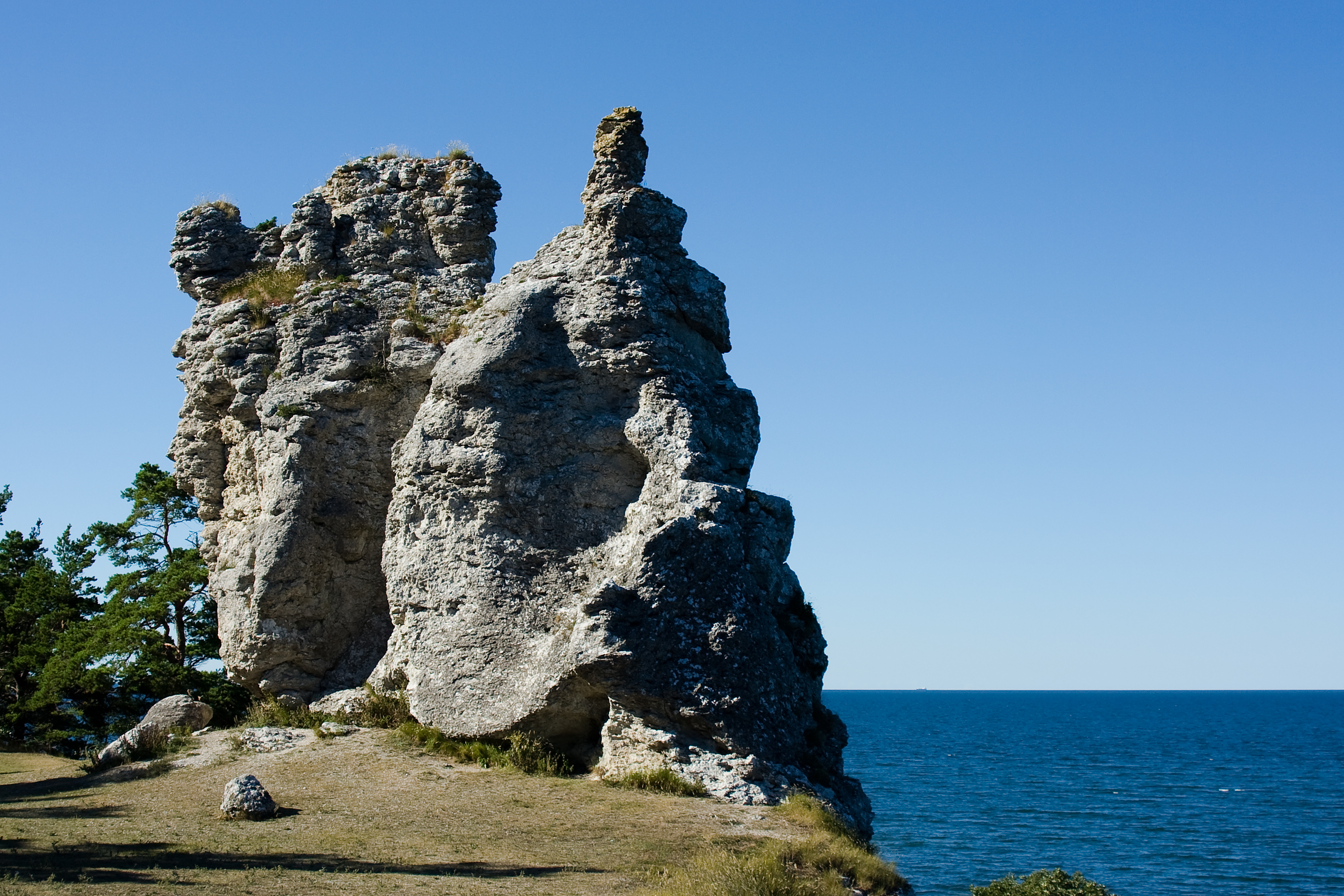
Gotlands höchster Rauk, die 27 Meter hohe Jungfrun am Strand von Lickershamn
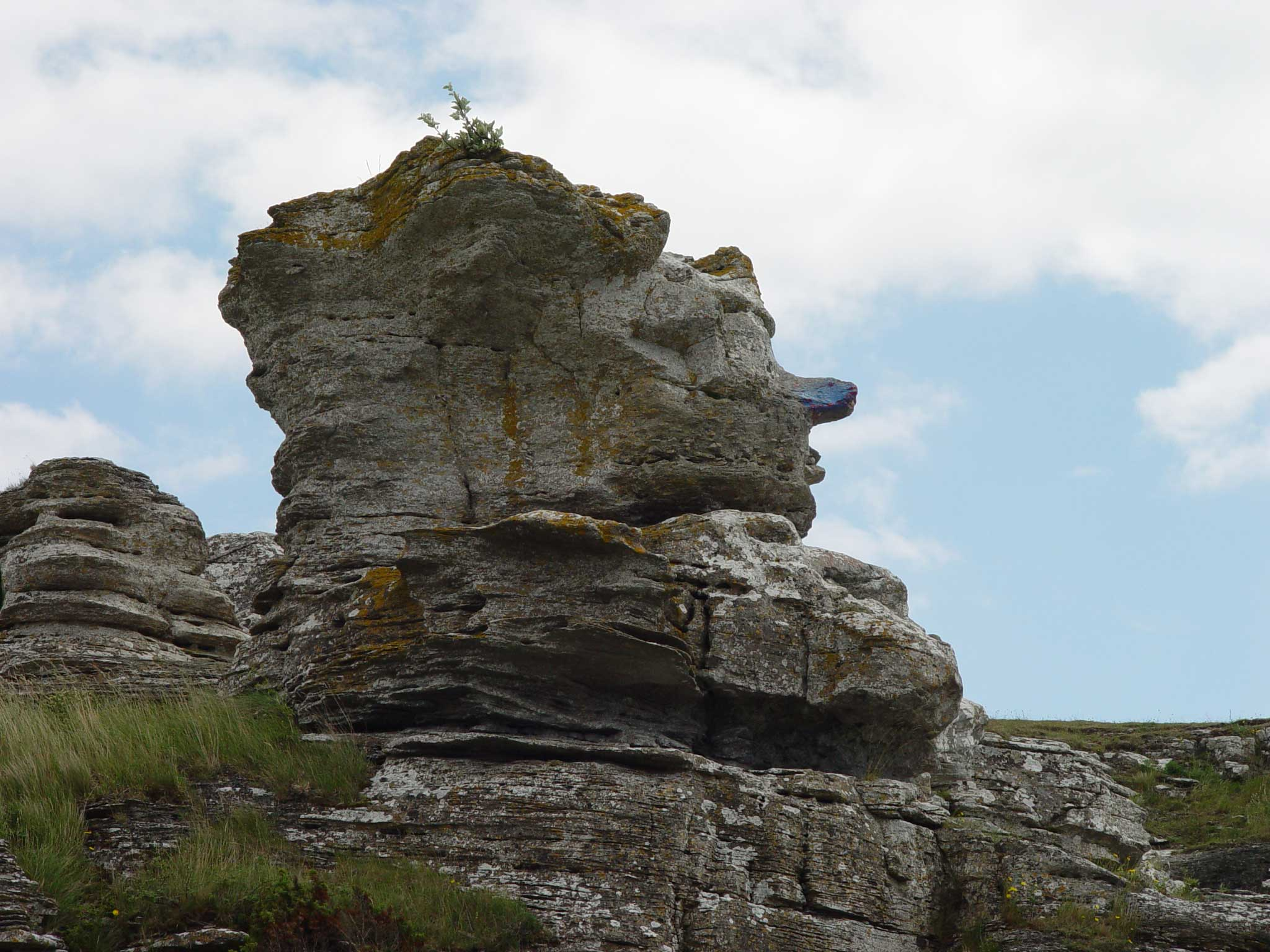
Rauk Hoburgsgreis
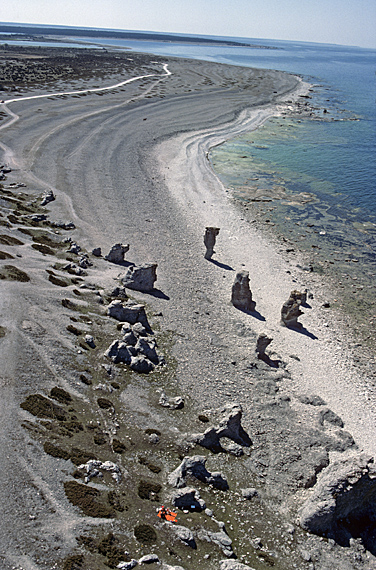
Langhammars
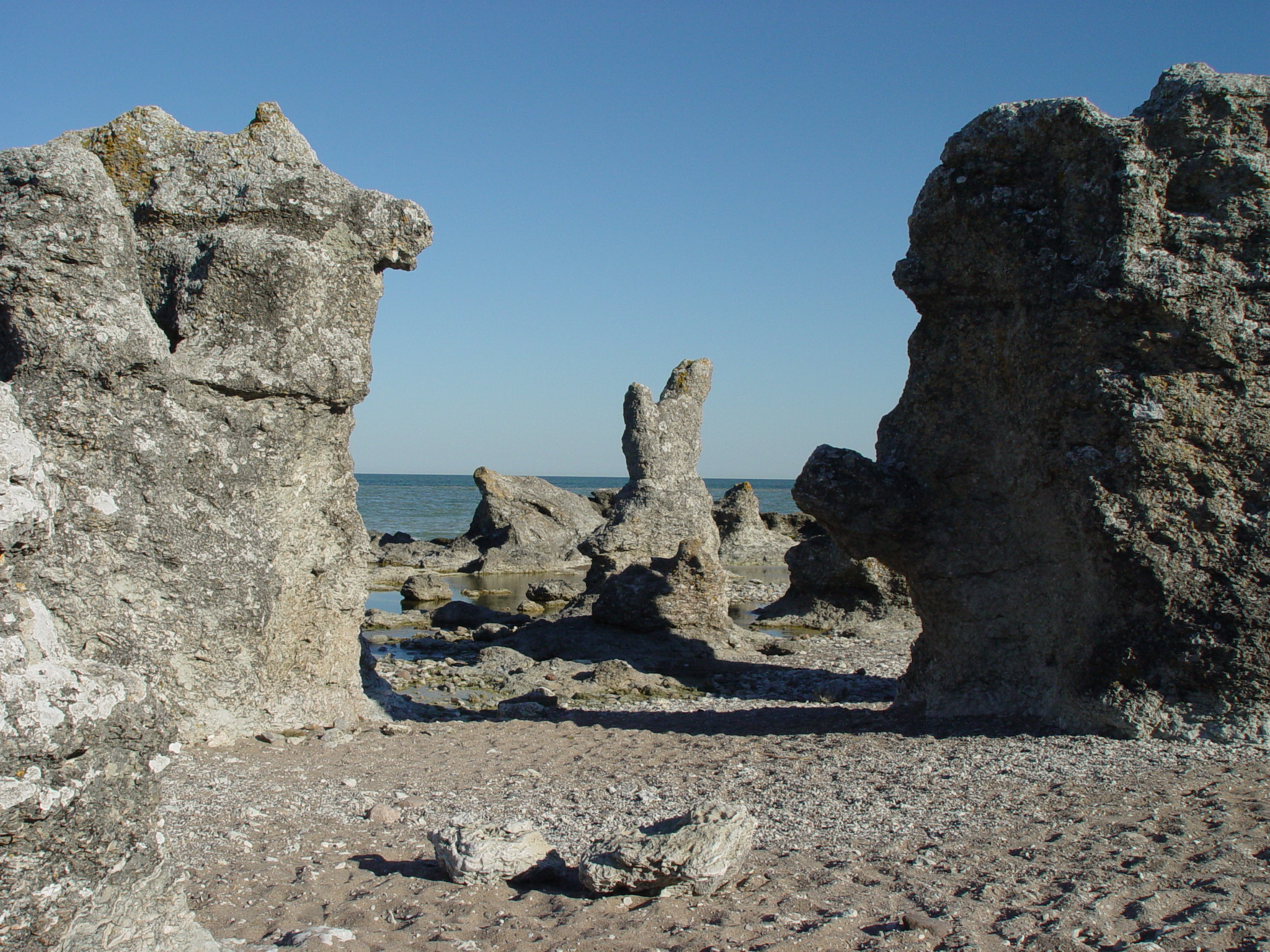
Raukar in Folhammar
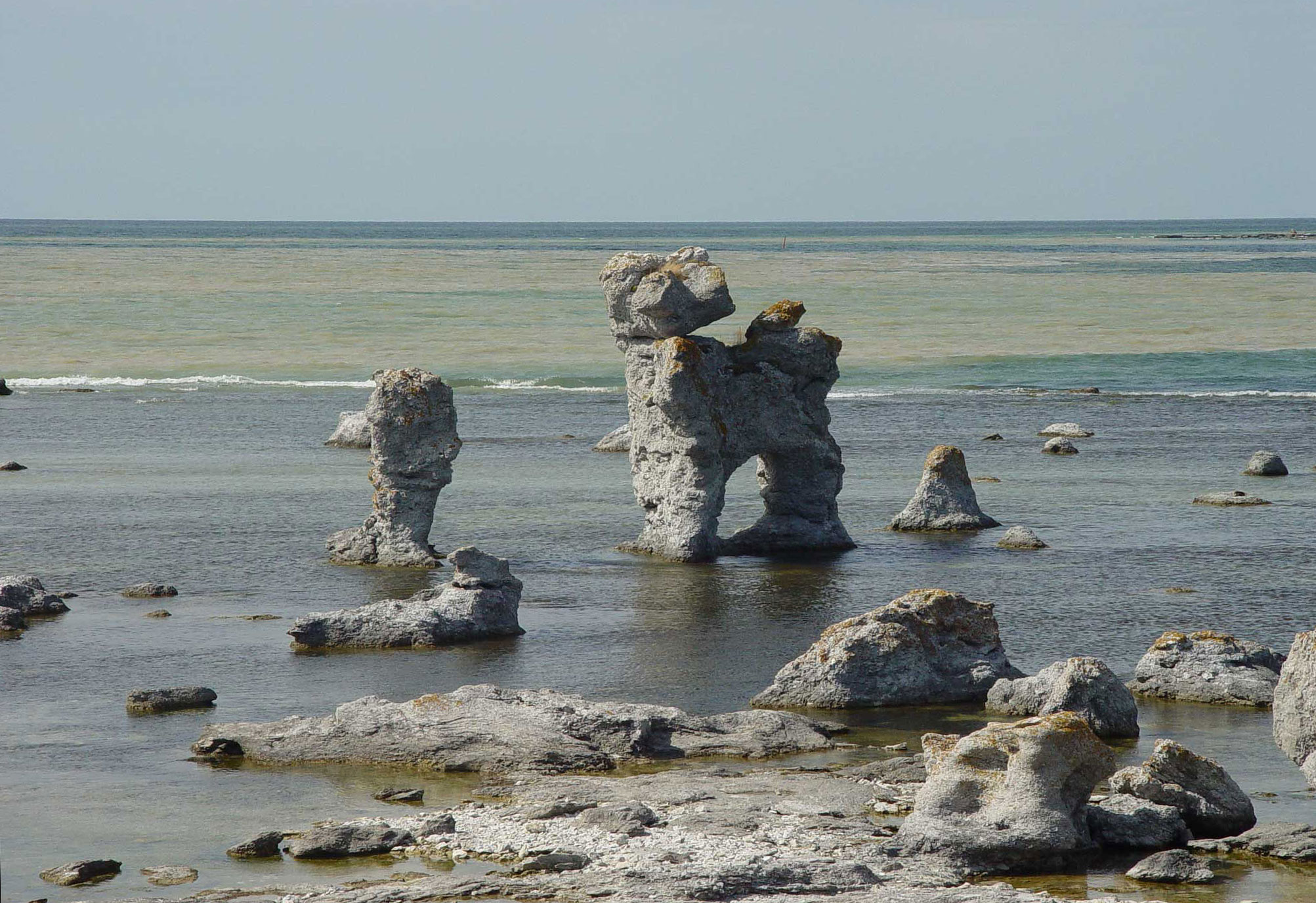
Rauk Hund in Gamle Hamn
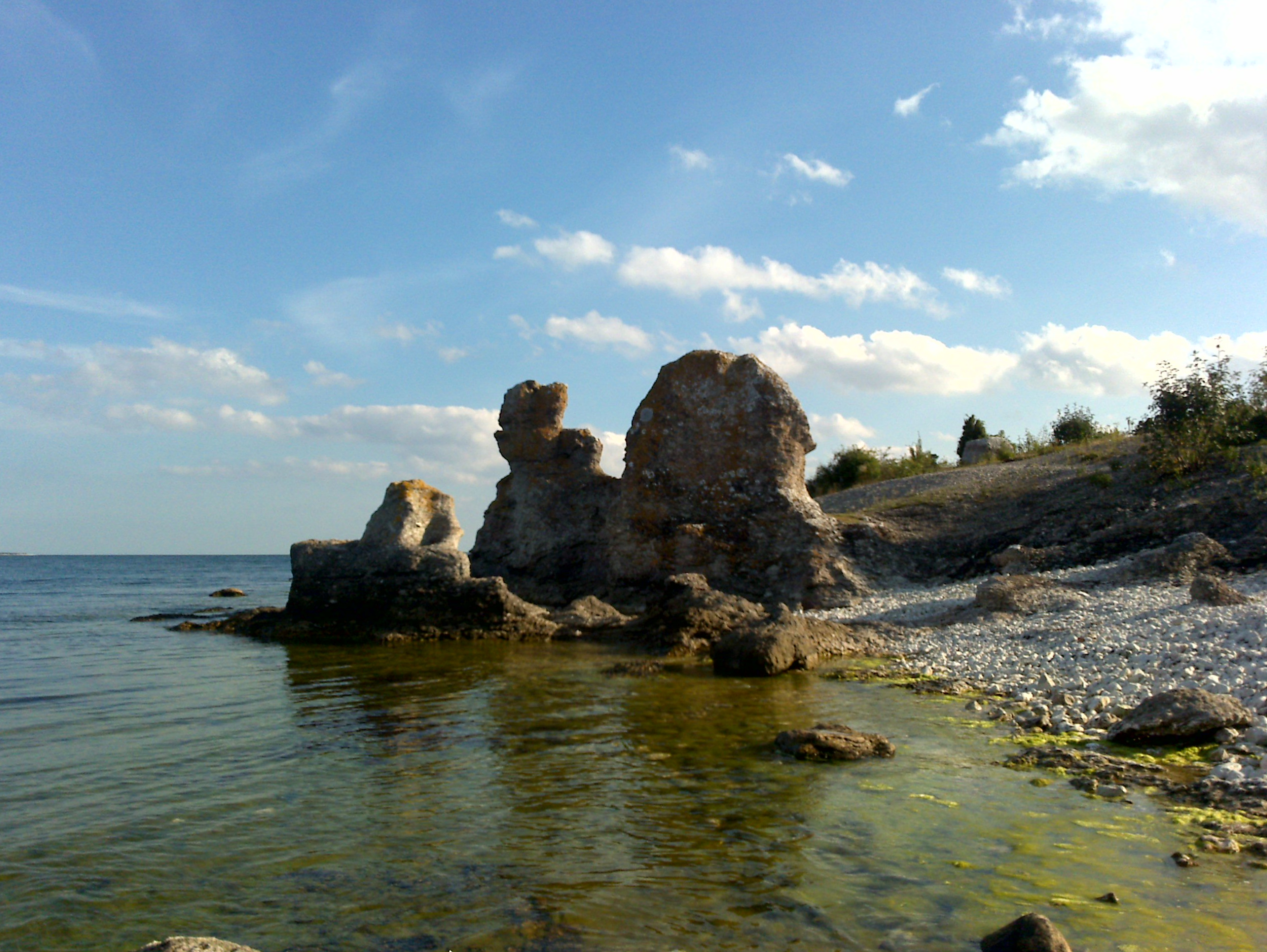
Rauk bei Sankt Olofsholm